# V1238 Геркулеса
V1238 Геркулеса (лат. V1238 Herculis) — кратная звезда в созвездии Геркулеса на расстоянии приблизительно 420 световых лет (около 129 парсек) от Солнца. Возраст звезды определён как около 3,619 млрд лет.
Пара первого и второго компонентов — двойная затменная переменная звезда типа W Большой Медведицы (EW). Видимая звёздная величина звезды — от +10,4m до +9,8m. Орбитальный период — около 0,3702 суток (8,8836 часа).
Открыта Кириллом Владимировичем Соколовским и Сергеем Валентиновичем Антипиным в 2004* или 2005 году*.

## Характеристики
Первый компонент (WDS J17014+4210Aa) — жёлтый карлик спектрального класса G0. Масса — около 1,38 солнечной, радиус — около 1,29 солнечного, светимость — около 1,75 солнечной. Эффективная температура — около 5850 K.
Второй компонент (WDS J17014+4210Ab) — жёлто-белая звезда спектрального класса G-F. Масса — около 0,67 солнечной, радиус — около 0,95 солнечного, светимость — около 1,05 солнечной. Эффективная температура — около 6039 K.
Третий компонент. Масса — не менее 0,51 солнечной*. Орбитальный период — около 17,7 года*.
Четвёртый компонент (WDS J17014+4210B). Видимая звёздная величина звезды — +14,4m. Удалён на 3,7 угловой секунды.